# James Thomas Milton Anderson

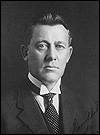
James Thomas Milton Anderson

James Thomas Milton Anderson (* 23. Juli 1878 in Fairbank, Ontario; † 29. Dezember 1946 in Saskatoon, Saskatchewan) war ein kanadischer Politiker und Lehrer. Er war vom 9. September 1929 bis zum 19. Juli 1934 Premierminister der Provinz Saskatchewan. Darüber hinaus war er von 1924 bis 1936 Vorsitzender der Conservative Party of Saskatchewan.

## Biografie
Anderson ließ sich zum Lehrer ausbilden und unterrichtete sechs Jahre lang an verschiedenen Orten in der Provinz Ontario. 1906 zog er zunächst nach Manitoba, dann weiter in den Südosten von Saskatchewan, wo er in Melville und Grenfell unterrichtete. Er heiratete Edith Redgewick und hatte mit ihr einen Sohn und eine Tochter. 1911 wurde er zum Schulinspektor in Yorkton ernannt. Neben seiner schulischen Tätigkeit studierte er Pädagogik an der University of Manitoba und an der University of Toronto.
1918 ernannte ihn die Regierung von William Melville Martin zum Bildungsdirektor in der Hauptstadt Regina. Seine Hauptaufgabe war es, dafür zu sorgen, dass sämtliche Einwandererkinder Unterricht auf Englisch erhielten. Doch nach vier Jahren wurde er aus politischen Gründen entlassen, woraufhin er der kleinen Conservative Party of Saskatchewan beitrat. Diese ernannte ihn 1924 zu ihrem Vorsitzenden. 1925 war Anderson einer von drei Konservativen, die in die Legislativversammlung von Saskatchewan gewählt wurden.
Als Folge von Korruptionsskandalen verlor die seit 1905 ununterbrochen regierende Saskatchewan Liberal Party die Wahlen des Jahres 1929. Zwar hatten die Liberalen knapp am meisten Sitze gewonnen, doch den deutlich erstarkten Konservativen gelang es, einzelne Unabhängige sowie die Progressive Partei auf ihre Seite zu ziehen und eine Koalition zu bilden. Am 9. September 1929 übernahm Anderson das Amt des Premierministers sowie jenes des Bildungsministers.
Die oppositionellen Liberalen beschuldigten Anderson, eng mit dem Ku-Klux-Klan zusammenzuarbeiten, der in Saskatchewan damals rund 25.000 Mitglieder zählte. In der Provinz lebten nur wenige Farbige und die Indianer waren fast vollständig in Reservate abgedrängt worden. Aus diesem Grund schürte der Klan Hass gegen Einwanderer, Katholiken und Frankokanadier – Gruppen, die sich mehrheitlich von den Liberalen angesprochen fühlten. Anderson wies zwar die Anschuldigungen zurück, setzte aber ein neues Schulgesetz durch, das die Verwendung von Französisch und das Zeigen religiöser Symbole verbot.
Andersons Regierung musste sich mit den Folgen der Weltwirtschaftskrise und des Dust Bowls auseinandersetzen, die den wichtigsten Wirtschaftszweig der Provinz, die Landwirtschaft, fast ganz zum Erliegen brachten. Die von der Regierung eingeleiteten Gegenmaßnahmen blieben weitgehend wirkungslos. 1931 löste die RCMP einen von Kommunisten organisierten Bergarbeiterstreik in Estevan gewaltsam auf, dabei kamen drei Streikende ums Leben.
Bei den Wahlen im Juni 1934 wurde kein einziger Parlamentarier, der der Regierungskoalition angehört hatte, wiedergewählt. Anderson blieb noch bis zum 19. Juli 1934 im Amt, zwei Jahre später gab er auch den Parteivorsitz ab, an John Diefenbaker. Anschließend leitete bis 1944 eine Versicherungsgesellschaft, danach bis zu seinem Tod die Taubstummenschule in Saskatoon.